# DIVE (음반)
"DIVE"는 대한민국 걸 그룹 트와이스의 다섯 번째 일본 정규 음반(전체 여덟 번째)이다. 2024년 7월 17일 워너 뮤직 재팬을 통해 발매되었다. 이 음반에는 동명의 타이틀곡과 이전에 발매된 싱글 "Hare Hare"를 포함한 10곡이 수록되어 있다. 또한 2023년 12월 12일 디지털 싱글로 선공개되었으며 "훼미리마트 x 트와이스 크리스마스 치킨" 광고 캠페인에 사용된 "Dance Again"도 포함되어 있다.

## 발매 및 홍보
2023년 12월 28일, 트와이스는 2024년 여름에 다섯 번째 일본 정규 음반을 발매할 것이라고 발표했다. 2024년 4월 30일, 'DIVE'라는 제목의 이 음반이 트와이스의 일본 공식 데뷔 7주년인 7월 17일에 발매될 것이라고 발표되었다. 타이틀곡 "DIVE"는 7월 10일 뮤직비디오와 함께 디지털 싱글로 선공개되었다. 음반 홍보를 위해 트와이스는 7월 19일 TV 아사히의 뮤직 스테이션에서 "DIVE"와 "Here I Am"을 공연했다. 그룹은 또한 일본에서 열린 Ready to Be World Tour의 마지막 일정 동안 음반 수록곡들을 공연했다.

## 상업적 성과
DIVE는 104,051장의 판매고를 기록하며 오리콘 앨범 차트 주간 순위에서 2위로 데뷔했다. 또한 2024년 7월 15일부터 21일까지 1,329건의 다운로드와 130,009장의 판매고를 기록하며 빌보드 재팬 핫 앨범 차트에서도 2위로 데뷔했다.

## 곡 목록
| #            | 제목                   | 작사                                                                         | 작곡                                                   | 편곡                                        | 재생 시간 |
| ------------ | ---------------------- | ---------------------------------------------------------------------------- | ------------------------------------------------------ | ------------------------------------------- | --------- |
| 1.           | 〈Beyond the Horizon〉 | Yu-ki Kokubo YHEL                                                            | Nils Rulewski Stenberg Malin Christin                  | Nils Rulewski Stenberg (Hitfire Production) | 3:32      |
| 2.           | 〈Dive〉               | Yoon (153/Joombas) Kelbyul (153/Joombas) Ha Dawon (153/Joombas) Yu-ki Kokubo | Andy Love Carmen Reece SB CR 조세희                    |                                             | 3:01      |
| 3.           | 〈Ocean Deep〉         | 정다영 (153/Joombas) Yu-ki Kokubo                                            | Alawn 앤 주디스 위크 네르민 하람바시치                 | Alawn                                       | 3:40      |
| 4.           | 〈Love Warning〉       | 카키누마 마사미 (Relic Lyric) YHEL                                           | JJean 저스틴 라인스타인                                | 저스틴 라인스타인                           | 3:26      |
| 5.           | 〈Here I Am〉          | 카키누마 마사미 (Relic Lyric)                                                | 앤 주디스 위크 로니 스벤센 피자펑크                    | 로니 스벤센 피자펑크                        | 2:50      |
| 6.           | 〈Inside of Me〉       | Co-sho                                                                       | T-SK ViiV 조나 홀                                      | T-SK                                        | 2:53      |
| 7.           | 〈Peach Soda〉         | 로즈 블루밍                                                                  | 원 어게인 안나 쿠사카와                                | 원 어게인 (디 아키텍츠)                     | 3:10      |
| 8.           | 〈Echoes of Heart〉    | 그라티아                                                                     | 핫소스 마유 와키사카 JJean                             | 핫소스                                      | 3:14      |
| 9.           | 〈Dance Again〉        | Co-sho                                                                       | 알렉산더 칼손 알렉세이 빅토로비치 엘런 버그            | JeL                                         | 3:11      |
| 10.          | 〈Hare Hare〉          | 서용원 (153/Joombas) Yu-ki Kokubo                                            | 앙리 부오르텐비르타 JJean (Number K) 저스틴 라인스타인 | 헨조                                        | 3:23      |
| 총 재생 시간 | 총 재생 시간           | 총 재생 시간                                                                 | 총 재생 시간                                           | 총 재생 시간                                | 32:20     |

| #  | 제목                                    | 재생 시간 |
| -- | --------------------------------------- | --------- |
| 1. | 〈Hare Hare〉 (뮤직 비디오)             |           |
| 2. | 〈Hare Hare〉 (뮤직 비디오 메이킹 무비) |           |
| 3. | 〈DIVE〉 (재킷 촬영 메이킹 무비)        |           |
| 4. | 〈DIVE〉 (재킷 멤버 메이킹 비디오)      |           |

## 참여자
크레딧은 음반의 라이너 노트에서 인용되었다.
- 트와이스 – 보컬, 백 보컬
- 닐스 룰레프스키 스텐베르그 – 모든 악기, 프로그래밍 (1)
- 엘리 – 백 보컬
- 소피아 패 – 보컬 디렉터 (1–2, 5–7)
- SB – 송 디렉터, 피아노, 드럼, 베이스 (1)
- CR – 송 디렉터, 신시사이저 (1)
- 조세희 – 송 디렉터, 기타 (1)
- 강민훈 – 스트링 (1)
- Alawn – 모든 악기, 프로그래밍 (3)
- 아도라 – 보컬 디렉터 (3–4)
- 저스틴 라인스타인 – 모든 악기, 프로그래밍 (4)
- 로니 스벤센 – 모든 악기, 프로그래밍 (5)
- 피자펑크 – 모든 악기, 프로그래밍 (5)
- 카와다 히데 – 송 디렉터 (6)
- T-SK – 프로그래밍 (6)
- 원 어게인 – 모든 악기, 프로그래밍 (7)
- 핫소스 – 모든 악기, 프로그래밍, 보컬 디렉터 (8)
- 알렉세이 빅토로비치 – 모든 악기 (9)
- Yu-ki Kokubo – 보컬 디렉터 (9–10)

## 차트
| 차트 (2024)                | 최고 순위 |
| -------------------------- | --------- |
| 일본 앨범 (오리콘)         | 2         |
| 일본 통합 앨범 (오리콘)    | 2         |
| 일본 핫 앨범 (빌보드 재팬) | 2         |
| 영국 디지털 앨범 (OCC)     | 87        |

| 차트 (2024)        | 순위 |
| ------------------ | ---- |
| 일본 앨범 (오리콘) | 5    |

| 차트 (2024)                | 순위 |
| -------------------------- | ---- |
| 일본 앨범 (오리콘)         | 28   |
| 일본 핫 앨범 (빌보드 재팬) | 32   |

## 인증
| 국가                       | 인증    | 판매량/출하량 |
| -------------------------- | ------- | ------------- |
| 일본 (RIAJ)                | 1× 골드 | 100,000^      |
| ^출하량을 기반으로 한 인증 |         |               |